# ساراندي
ساراندي (بالإسبانية: Sarandí)‏ هي مدينة تقع ضمن منطقة بوينس آيرس الكبرى، الأرجنتين. يوجد في المدينة مقر نادي أرسنال ساراندي لكرة القدم. يبلغ عدد سكانها 60,752 نسمة.

## أعلام
- اميليانو روميرو
- رودريغو دي باول
- اجناسيو كارلوس غونزاليس
- أنخيل كليمنت روجاس
- خوان أودر